# Matta angelomachadoi
Espèce
Matta angelomachadoi est une espèce d'araignées aranéomorphes de la famille des Tetrablemmidae.

## Distribution
Cette espèce est endémique du Brésil. Elle se rencontre dans les États de Bahia et d'Alagoas.

## Description
Le mâle holotype mesure 0,58 mm et la femelle paratype 0,68 mm.

## Étymologie
Cette espèce est nommée en l'honneur d'Angelo Machado.

## Publication originale
- Brescovit, 2005 : A new species of the spider genus Matta Crosby from Brazil (Araneae: Tetrablemmidae). Lundiana, vol. 6, supplement, p. 49-54 (texte intégral).